# Station Rożnowo
Station Rożnowo is een spoorwegstation in de Poolse plaats Rożnowo.